# قرارداد تسلیم آلمان

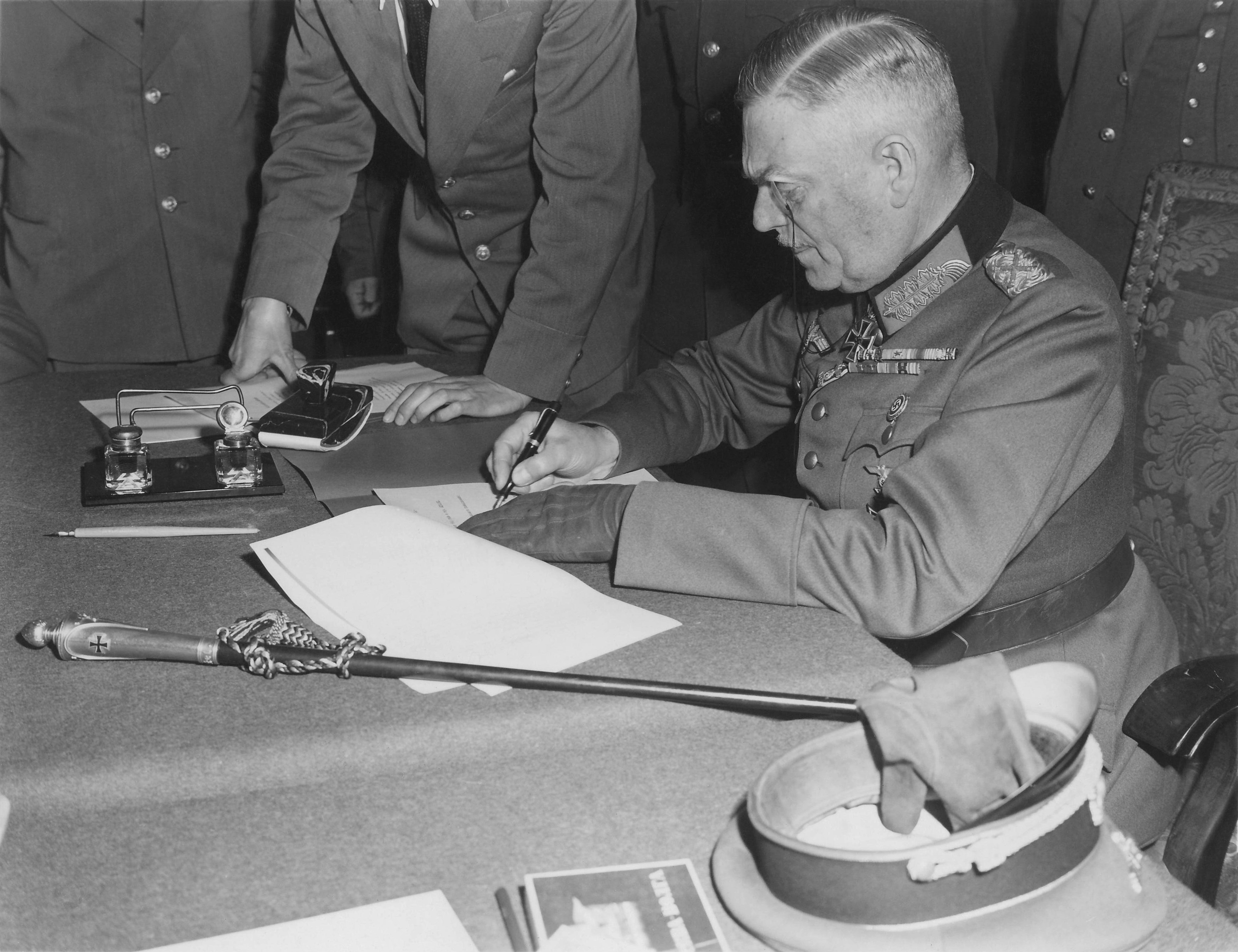
نگاره‌ای تاریخی از لحظهٔ امضای سند تسلیم بی‌قید و شرط آلمان نازی توسط فیلد مارشال ویلهلم کایتل، فرمانده ستاد فرماندهی عالی ورماخت و وزیر جنگ رایش سوم در مقر ستاد ارتش سرخ در کارلسهورشت، برلین. لحظهٔ امضای سند ساعت ۲۳ و ۴۵ دقیقهٔ شامگاه ۷ مه ۱۹۴۵ میلادی به ثبت رسیده‌است.

قرارداد تسلیم آلمان (انگلیسی: German Instrument of Surrender) سندی قانونی بود که مفاد تسلیم بی‌قیدوشرط آلمان نازی در جنگ جهانی دوم را شامل می‌شد. این عهدنامه پایانی بود بر جنگ جهانی دوم. متن قطعی عهدنامه در کارلشورست برلین در شب ۷ام مه سال ۱۹۴۵ توسط سه تن از نمایندگان نیروهای مسلح فرماندهی عالی ورماخت و متحدانشان با متفقین اعزامی و مقام عالی‌رتبه ارتش سرخ به همراه فرانسه و ایالات متحده به عنوان شاهد به امضا رسید. امضای قرار داد در ۹ می ۱۹۴۵ در ساعت ۲۱:۲۰ به وقت محلی انجام شد.